# Сугуты (река)
Су́гуты (чув. Сăкăт) — река в России, протекает в Батыревском районе Чувашской Республики. Устье реки находится в 57 км по левому берегу реки Карлы. Длина реки составляет 18 км, площадь водосборного бассейна — 73,6 км².
Историческое название Шихарданка (чув. Шăнкăртам; происходит от чув. Шăнкăрав — звонок).
Река протекает около населённых пунктов Кзыл-Камыш, Сугуты, Татарские Сугуты и Алманчиково. Железобетонные мосты через реку есть в населённых пунктах Сугуты, Татарские Сугуты и Алманчиково (2). Имеются плотины в Сугутах и Татарских Сугутах.

## Данные водного реестра
По данным государственного водного реестра России относится к Верхневолжскому бассейновому округу, водохозяйственный участок реки — Свияга от села Альшеево и до устья, речной подбассейн реки — Волга от впадения Оки до Куйбышевского водохранилища (без бассейна Суры). Речной бассейн реки — (Верхняя) Волга до Куйбышевского водохранилища (без бассейна Оки).
Код объекта в государственном водном реестре — 08010400612112100002546.